# Itaquascon umbellinae
Itaquascon umbellinae är en djurart som tillhör fylumet trögkrypare, och som beskrevs av De Barros 1939. Itaquascon umbellinae ingår i släktet Itaquascon och familjen Hypsibiidae. Inga underarter finns listade i Catalogue of Life.